# Koichi Hirono
Koichi Hirono (født 16. april 1980) er en tidligere japansk fodboldspiller.
Han har spillet for flere forskellige klubber i sin karriere, herunder Nagoya Grampus og Yokohama FC.